# Appias ithome
Appias ithome är en fjärilsart som först beskrevs av Felder 1859.  Appias ithome ingår i släktet Appias och familjen vitfjärilar. Inga underarter finns listade i Catalogue of Life.